# Legio XXX Ulpia Victrix
La Legio XXX Ulpia Victrix (Trigésima legión «ulpiana victoriosa») fue una legión romana creada por el emperador Marco Ulpio Trajano en 105 para las guerras dacias. La legión seguía estando activa en la frontera del Rin a principios del siglo V. El emblema de esta legión eran los dioses Neptuno y Júpiter junto a Capricornio. El nombre Ulpia se refiere al nomen de la familia de Trajano (Marcus Ulpius Traianus), y Victrix significa victoriosa. Su numeral, XXX, indica que el número de legiones del Imperio en el año de su creación era de 29, y que ésta era la trigésima.

## SigloII
El primer campamento de la legión estaba en la provincia de Dacia en la frontera del Danubio. La unidad participó en las campañas de Trajano contra el imperio Parto de 114-117. 

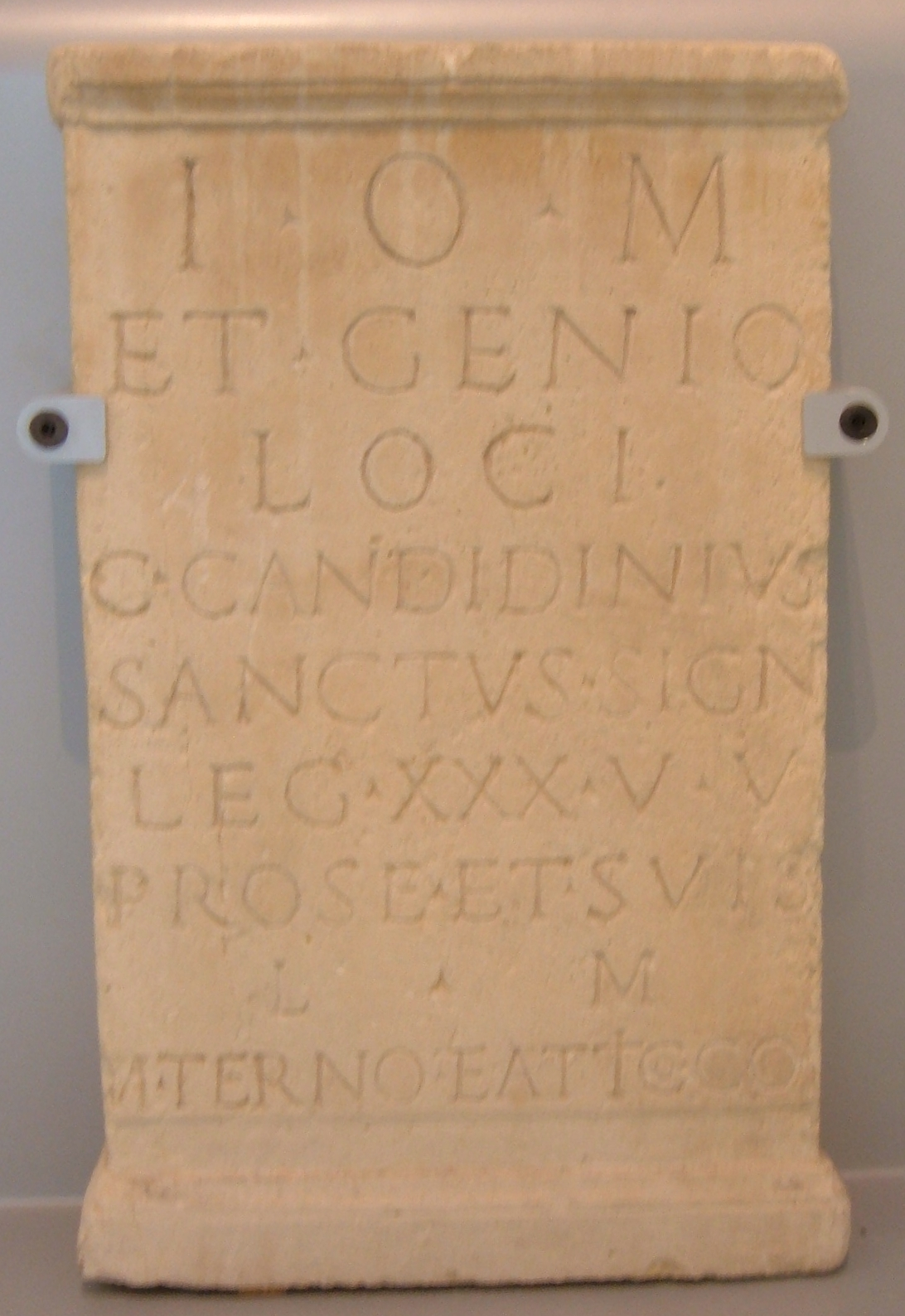
Inscripción romana votiva procedente de la colonia Ulpia Noviomagus (Nimega, Países Bajos, erigida en honor de Iuppiter Optimus Maximus y del Gemius loci por un signifer de la Legio XXX Vlpia Victrix destacado allí en 185 desde la base de la unidad en Castra Vetera.

En 122 la legión fue trasladada al campamento de Vetera, junto a la Colonia Ulpia Traiana (actual Xanten) en la provincia de Germania Inferior, donde permanecería los siglos siguientes. Entre sus tareas, se encontraban las de construcción de edificios públicos y  operaciones de policía.
Entre finales del siglo II y principios del siglo III, varias vexillationes de la XXX Ulpia fueron enviadas a luchar en Partia, la Galia, Mauritania y otras provincias romanas, debido a la situación relativamente tranquila de Germania Inferior. 
Hacia 175, soldados de la unidad colaboraron en la edificación de las murallas e instalaciones del piedra del castellum Nigrum Pullum (Zwammerdam, Países Bajos), habitualmente guarnecido por una vexillatio de la Cohors XV Voluntariorum civium Romanorum.
Durante la guerra civil de 193 la legio XXX Ulpia Victrix apoyó a Septimio Severo, quien le concedió el título de Pia Fidelis (leal y fiel).

## SigloIII

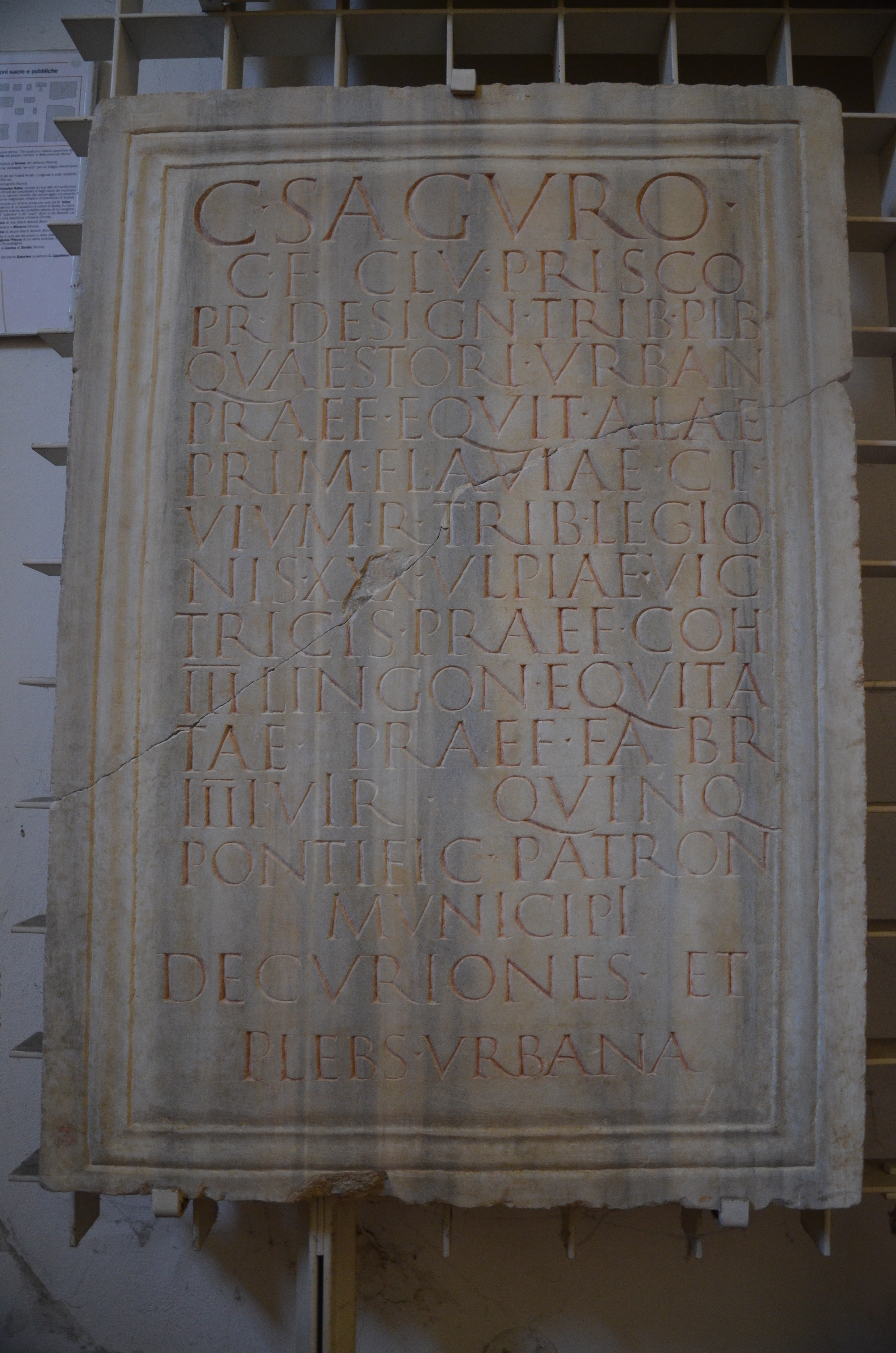
Inscripción dedicada al senador Cayo Saguro Prisco, quien, cuando todavía era caballero romano, fue tribuno militar de la legión.

La legión fue utilizada por el emperador Alejandro Severo en 235 en su campaña contra los Sasánidas, y apoyó al Imperio Galo de Póstumo.
En el 240, la frontera del Rin se derrumbó bajo el ataque de los alamanes y el XXX Ulpia Victrix pudo haber sido derrotada. El limes germanicus volvió inmediatamente al control imperial, pero entre 256 y 258 francos y alamanes volvieron a invadir la Galia. El emperador Galieno contratacó y los hizo retroceder; en su monedas, la unidad aparece con los epítetos VI Pia Fidelis y VII Pia Fidelis, por su lealtad durante las revueltas de Ingenuo y Regaliano. 
Sin embargo, en 260 otra incursión franca desbordo la frontera y el general Póstumo, con apoyo de la XXX Ulpia Victrix, fue proclamado emperador del Imperio gálico. En 268 la Legio XXX apoyó al usurpador Leliano, quien fue sitiado y derrotado por Póstumo en Mogontiacum en poco tiempo. Victorino, sucesor de Póstumo, acuñó monedas en honor a la Legio XXX Ulpia Victrix. 
Después de la reintegración del Imperio Galo al Imperio en el año 274, el emperador Aureliano desplazó una vexillatio de la unidad a Oriente, lo que aprovecharon los francos para atravesar el limes y destruir el campamento principal de la Legión en Vetera y el suburbio civil de Colonia Ulpia Traiana en 275/276, ocupando territorio en la margen izquierda del Rin durante un cuarto de siglo, hasta las campañas de la Tetarquía.

## SiglosIVyV
Con la reorganización del ejército romano de Constantino I, la legión que guardaba la frontera perdió importancia en favor de las unidades de caballería. 
A lo largo del siglo IV, la legión probablemente combatió en las distintas guerras civiles y en campañas fronterizas contra francos y alamanes. 
Los movimientos de tropas ordenados por Estilicón a principios del siglo V provocaron el debilitamiento de las guarniciones romanas  del Rin y el derrumbe de este limes en 406, desapareciendo esta legión en este momento. 

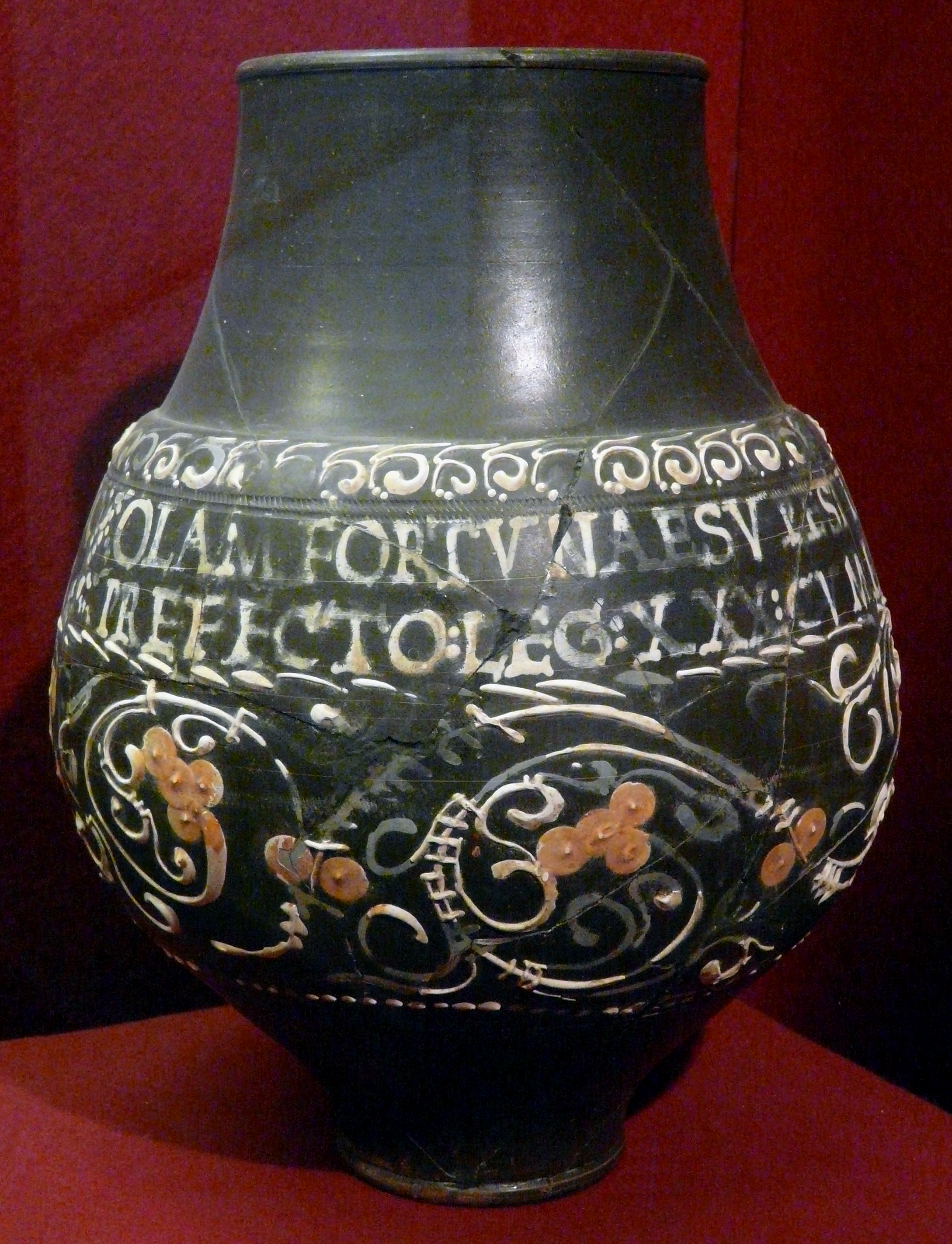
Cerámica del con engobe negro procedente de Gelduba en la que aparece reseñado Clementino Advento, Praefectus legionis de la XXX Ulpia Victrix a finales del.